# Заподюжье
Заподюжье — деревня в Вельском районе Архангельской области России. Входит в состав Солгинского сельского поселения.

## География
Деревня находится в южной части Архангельской области, в таёжной зоне, в пределах северной части Русской равнины, на левом берегу реки Вель, вблизи места впадения в неё реки Подюги, на расстоянии примерно 41 километра (по прямой) к западу от города Вельска, административного центра района. Абсолютная высота — 115 метров над уровнем моря.
Климат
Климат характеризуется как умеренно континентальный, с прохладным и дождливым летом. Средняя температура воздуха самого холодного месяца (января) составляет −12,7 °C; самого тёплого месяца (июля) — 18 °C. Среднегодовое количество атмосферных осадков составляет 763,7 мм.
Часовой пояс
Заподюжье, как и вся Архангельская область, находится в часовой зоне МСК (московское время). Смещение применяемого времени относительно UTC составляет +3:00.

## Население
| 2002 | 2010 | 2012 | 2014 |
| ---- | ---- | ---- | ---- |
| 20   | ↘5   | ↗6   | →6   |

## История
В материалах оценочно-статистического исследования земель Вельского уезда упомянуто, что в 1900 году в административном отношении деревня входила в состав Келаревского сельского общества Есютинской волости. На момент переписи в селении Рылковское(Заподюжье) находилось 36 хозяйств, в которых проживало 100 жителей мужского пола и 106 женского.